# Місто гріхів (фільм)
«Мі́сто гріхі́в» (англ. Sin City) — американський чорно-білий (з додаванням червоного і жовтого кольорів) кримінальний трилер, дослівна екранізація однойменного коміксу Френка Міллера. Три історії героїв Брюса Вілліса, Міккі Рурка та Клайва Овена, які прагнуть помсти у місті, залюдненому вбивцями, повіями, стриптизерками та корумпованими поліцейськими.
В американський прокат фільм вийшов у квітні 2005 року, але у Європі прем'єру перенесли на кінець травня, відразу після презентації «Міста гріхів» на Каннському кінофестивалі.

## Сюжет
Герої фільму — мешканці вигаданого містечка Сін-Сіті (Місто гріхів), пекельної прірви злочинів. Влада в місті належить наскрізь корумпованим політикам, які ділять сфери впливу з мафіозними кланами при потуранні підкупленої поліції. Серцем Сін-Сіті залишається Старе Місто — квартал публічних будинків, де ані мафії, ані поліції краще не з'являтися — влада тут належить повіям, які готові відстоювати свою незалежність зі зброєю в руках.
Картина розбита на три частини, кожна з яких має власну назву: «Важке прощавай» (англ. «The Hard Good-Bye»), «Велике смачне вбивство» (англ. «The Big Fat Kill») та «Цей жовтий покидьок» (англ. «That Yellow Bastard»). Але центральна — історія Марва.
Спочатку планувалося, що перед кожною новелою з'являтиметься титр з її назвою, але потім від цієї ідеї відмовилися. Титри з назвами історій залишилися в режисерській версії фільму.

### Історія перша («Важке прощавай»)
Марв (Міккі Рурк) загартований життям і знає закони вулиць. Але одного разу він прокидається в номері дешевого готелю і виявляє, що дівчина на ім'я Голді (Джеймі Кінг), з якою він вчора познайомився, мертва, і її вбивство хочуть «повісити» на нього. Марв тікає від поліцейських, що його переслідують, і починає шукати справжніх вбивць. Поранений і покалічений, він добирається до замовника вбивства — кардинала Рорка (Рутгер Гауер), жорстоко розправляється з ним і закінчує життя на електричному стільці.

### Історія друга («Велике смачне вбивство»)
Другий сюжет — історія Дуайта (Клайв Оуен), бойовика, який охороняє повій Старого Міста. Посварившись з мерзотником Джекі-Боєм (Бенісіо дель Торо), він мимоволі приводить його банду до Старого Міста, де п'яний Джекі-Бой починає загрожувати дівчині пістолетом і гине від меча повії-кілера Міхо (Девон Аокі). Проте у нього знайшли поліцейський жетон, а це означає, що перемир'я між поліцією і повіями може скінчитися, і тоді Старе Місто неминуче перейде під контроль мафіозі, які давно цього хочуть.
Дуайт та Міхо намагаються знищити тіла Джекі-Боя і його приятелів. Але мафія готова на все, щоб отримати докази вбивства поліцейського в Старому Місті, і головним доказом повинна стати голова Джекі-Боя.
В результаті все закінчується грандіозною різаниною, яку повії Старого Міста і Дуайт влаштовують бойовикам мафії.

### Історія третя («Цей жовтий покидьок»)
Третя новела — історія Гартіґана (Брюс Вілліс), одного з небагатьох чесних поліцейських Сін-Сіті. Ця історія була навмисно розбита на дві частини. Сцену з детективом Гартіґаном на мості поставили на початок фільму, щоб у перші 45 хвилин представити всіх головних персонажів картини.
В останній день перед виходом на пенсію Гартіґан переслідує маніяка, який ґвалтує і вбиває маленьких дівчаток. Вбивця — Рорк-молодший (Нік Стайл), єдиний син сенатора Рорка. Він впевнений, що вся поліція куплена його батьком і йому все зійде з рук. Але Гартіґанові вдається врятувати останню жертву маніяка — 11-річну Ненсі — і покалічити негідника, проте напарник стріляє йому в спину. Не бажаючи розповідати про єдиного свідка Ненсі і піддавати її небезпеці, Гартіґан йде на суд, відмовляється звести наклеп на себе і на 8 років сідає у в'язницю. Єдине, що підтримує його в ці роки — анонімні листи від Ненсі, які приходять щотижня. Коли черговий лист не приходить, Гартіґан розуміє, що з нею сталася біда.
Тоді він погоджується підписати наклеп на себе в обмін на звільнення, сподіваючись, що на волі зможе допомогти дівчині. Але виявляється, що його звільнення підлаштоване. Рорк-молодший вижив. Спотворений маніяк хоче знайти вже дорослу Ненсі (Джесіка Альба), щоб помститися Гартіґанові, вбивши її. Гартіґанові вдається завершити те, що йому не дали зробити 8 років тому — він вбиває маніяка, а потім пускає кулю собі в голову, щоб остаточно замести сліди, які можуть привести всесильних Рорків до Ненсі.

## У ролях
| Актор              | Роль           |
| ------------------ | -------------- |
| Міккі Рурк         | Марв           |
| Брюс Вілліс        | Джон Гартіґан  |
| Клайв Овен         | Двайт Маккарті |
| Джессіка Альба     | Ненсі Каллаган |
| Девон Аокі         | Міхо           |
| Алексіс Бледел     | Бекі           |
| Пауерс Бут         | сенатор Рорк   |
| Розаріо Довсон     | Гейл           |
| Бенісіо Дель Торо  | Джек Раферті   |
| Майкл Кларк Дункан | Манут          |
| Карла Гуджино      | Люсіль         |

| Актор          | Роль          |
| -------------- | ------------- |
| Джош Гартнетт  | «мужик»       |
| Рутгер Гауер   | кардинал Рорк |
| Нік Стал       | Рорк-молодший |
| Джеймі Кінг    | Голді і Венді |
| Майкл Медсен   | Боб           |
| Брітані Мерфі  | Шеллі         |
| Нік Офферман   | Шлабб         |
| Марія Белло    | Ава Лорд      |
| Марлі Шелтон   | «клієнт»      |
| Елайджа Вуд    | Кевін         |
| Томмі Фленаган | Браян         |

На ролі у фільмі претендували Леонардо ді Капріо, Майкл Дуглас і Кейт Босворт, але через різні причини були вимушені покинути проєкт.
За першим задумом, Роберт Родрігес хотів включити в картину і фрагмент під назвою «To Hell And Back», в якому головна роль людини на ім'я Уоллас призначалася Джоні Деппу.

## Зйомки
Зйомки фільму почалися в січні 2004 року. Початкову сцену відзнято за 10 годин. А всі сцени з Міккі Рурком — за 2-2,5 тижнів; з Бенісіо Дель Торо — за 4 дні; з Джеймі Кінг — 1,5 дня; з Брітані Мерфі — за 1 день. Сцени за участю Брюса Вілліса відзнято за 10 днів. Якби фільм знімався звичайним способом (без використання комп'ютерної графіки), на це пішло б 5 тижнів.
Зйомки фільму і більшість пост-продакшну проходили в студії Роберта Родрігеса, яка розташована через дорогу від його будинку.
Міккі Рурк став першим актором, офіційно затвердженим на роль у фільмі. Джеймі Кінг — першою актрисою.

### Амплуаакторів
Брюс Вілліс грає 60-річного поліцейського, який іде у відставку: гримерам довелося його зістарити.
Міккі Руркові, обличчя якого витримало забагато пластичних операцій, приробили (заклавши за щоки спеціальні прокладки) характерну для його персонажа з коміксу квадратну щелепу.
Форма підборіддя Елайджі Вуда була трохи підкоригована за допомогою спецефектів.
Співрежисер і автор ідеї фільму Френк Міллер зіграв епізодичну роль священика.
Також у дрібних епізодах можна помітити Роберта Родрігеса (один з відвідувачів бару) і Квентіна Тарантіно (також відвідувач бару, сидить недалеко від Марва).
Після того, як Міхо витягнула Дуайта з трясовини, з машини, яка стоїть поруч, виходить дівчина в капелюсі і йде їм назустріч. Це — Даллас. Її роль виконала рідна сестра Родрігеса.
Джесіка Альба хотіла найняти професіонального хореографа, оскільки за сюжетом їй доводиться танцювати в стриптиз-барі, але Родрігес наполіг на одиничному виконанні танцю. Для того, щоб якнайкраще вжитися в образ героїні, Джесіка відвідала кілька стриптиз-барів. Але потім зізналася, що їй це не дуже допомогло.
Девон Аокі ніколи раніше не займалася східними єдиноборствами. Всі її тренування проходили під наглядом Френка Міллера.
Комікси Френка Міллера перенесені на екран у всіх подробицях: Елайджі Вуду відпилюють кінцівки, Брюса Вілліса розривають на шматки крупнокаліберними кулями, Бенісіо дель Торо відрубують руку і вганяють у чоло револьверний ствол.

### Декорації та інтер'єр
«Місто гріхів» — один з небагатьох фільмів («Небесний Капітан», «Безсмертні: Війна Світів»), повністю знятих на фоні блакитного (зеленого) екрану. Всі декорації та інтер'єр були додані до кадру вже під час монтажу, за винятком лише трьох сцен:
- Бар «У Кеді». За словами Родрігеса, бар був побудований для того, щоб знімальній групі було де тусуватися в перервах між дублями, а йому і Френку Міллеру — спокійно посидіти і обговорити сценарій[3].
- Квартира Шеллі, а саме кухня. В сцені, яка відбувається на кухні, залучено багато людей, причому кожен з них постійно знаходився в русі. Тому, щоб не ускладнювати життя команді спецефектами, була побудована ця декорація.
- Лікарня в кінці фільму.

Зелений екран дозволив Родрігесу не чекати згоди того чи іншого актора на зйомки у фільмі, а зняти їх окремо, а потім «з'єднати» в одному кадрі. Наприклад, на знімальному майданчику так і не зустрілися: Міккі Рурк і Джесіка Альба, Міккі Рурк і Елайджа Вуд (сцени бійок їх героїв знімалися з використанням дублерів того чи іншого актора), Брюс Вілліс і Брітані Мерфі, Міккі Рурк і Рутгер Гауер.
Не зважаючи на те, що картина зроблена у чорно-білому форматі і дуже контрастна, деякі деталі, як і в романах циклу, навмисно підфарбовані в яскраві кольори — очі персонажів, одяг і таке інше. Під час зйомок ці деталі були спеціально підібрані під колір екрану, на тлі якого велися зйомки. Зокрема, Нік Стайл, що зіграв роль «жовтого покидька», на зйомках отримав прізвисько «блакитний покидьок», бо був змушений ходити у блакитному гримі.
Також бар «У Кеді» навмисно зроблений не в чорно-білих тонах. Автори хотіли підкреслити особливість сцен, що відбуваються у ньому.
А от ідея зафарбувати кров у червоний колір з'явилася лише на стадії монтажу. Спочатку передбачалося, що вона також буде чорно-білою, але у такому разі кров була більш схожа на грязюку.
Всі автомобілі, використані в зйомках, — справжні. Те ж саме стосується і зброї.
Автомобілі, використані у фільмі:
| Власник авто                          | Марка авто                     |
| ------------------------------------- | ------------------------------ |
| Венді                                 | ’55 Porsche Spyder Convertible |
| Дуайт                                 | ’59 Cadillac Convertible       |
| Гартіган                              | ’55 Buick Convertible          |
| Джекі-бой                             | ’57 Chrysler Imperial          |
| Марв                                  | ’68 Chevrolet Corvair          |
| Даллас                                | ’41 Chevrolet                  |
| Рорк                                  | ’62 Jaguar XKE                 |
| Авто, на якому Дуайт перевозить трупи | ’57 Ford Thunderbird           |
| Ненсі                                 | ’57 Chevy Nomad                |
| Рорк-молодший, Жовтий Покидьок        | ’36 Cadillac Limo              |
| Авто, яке Марв забрав у священника    | ’90 Mercedes 420 SEL           |
| Поліцейські машини у фільмі           | ’55 Chevy Police Car           |
| Таксі у фільмі                        | ’49 Chevrolet                  |
| Шлабб                                 | ’89 Ferrari                    |

### Музика та звук
Над кожною новелою працювали різні студії зі спецефектів, а музику до них писали різні композитори.
Спочатку Роберт Родрігес запросив Ганса Ціммера написати музику до фільму, проте той не зміг знайти для цього час, оскільки працював над картиною «Бетмен: Початок» (2005). Ганс порекомендував композиторів Джона Дебні і Греема Ревела, які і написали частину музики до картини разом з Родрігесом.

## Цікаві факти
- Режисерська версія фільму має хронометраж 147 хвилин.
- Кількість трупів: 41 (згідно з режисерською версією), не включаючи смерті, які трапилися за кадром.
- У фільмі Марва б'ють по обличчю 21 раз. Також він розгулює в трьох різних плащах.
- Музика, під яку танцює героїня Джесіки Альби, була накладена вже в процесі монтажу.
- Міхо, коли на її обличчя бризкає кров, навіть не моргає. Щоб отримати такий ефект, Роберт Родрігес спочатку зняв Девон Аокі з розплющеними очима, потім — із закритими, в мить, коли на неї випліскували бутафорську кров. На стадії монтажу ці кадри поєднали.
- Брітані Мерфі в усіх своїх сценах ходила на шестидюймових (15,24 сантиметра) каблуках.
- Кольорове вирішення сцени, в якій Дуайт і Джеккі-бой їдуть в машині, запозичене з «Підозри» (1977) Даріо Ардженто.
- Клайв Оуен не вивчав напам'ять свій монолог в сцені, в якій Дуайт і Джеккі-бой їдуть в машині. Він його просто читав з папірця.
- Френк Міллер фанат фільмів про Брудного Гаррі. Тому прізвище Ненсі — Каллаген запозичене у Гаррі.
- В одному з епізодів фільму використані ті ж мечі, що і в картині Квентіна Тарантіно «Вбити Білла». Цього разу замість Уми Турман їх володаркою стала Девон Аокі.
- Коли Гартіган (Брюс Вілліс) заходить в бар «У Кеді», у Шеллі (Брітані Мерфі) на підносі стоїть пиво «Chango». Це — вигаданий сорт, який також можна побачити у фільмах Роберта Родрігеса «Відчайдушний» (1995) і «Від заходу до світанку» (1996)[3].
- У коміксі «That Yellow Bastard» Жовтий Покидьок їздив на Atlantic ’57С Bugatti. Проте у фільмі він водить 1936 р. Cadillac Limo. Творці картини змінили модель машини після того, як з'ясувалося, що оренда «Бугатті» обійдеться в $230 000 за чотири дні зйомок[3].
- Автомобільний номер машини Жовтого Покидька — TYB 069. Букви номера повторюють перші букви слів з назви новели про цього маніяка («That Yellow Bastard»).
- Уважний глядач може помітити, що автомобільні номери машин Ненсі (Джесіка Альба) і Венді (Джеймі Кінг) — LEV 311. Френк Міллер часто віддає цей номер своєму улюбленому жіночому персонажу, оскільки це — посилання на день народження його дружини Лінн Варлі — 11 березня[3].
- Під час зйомок фільму Роберт Родрігес організував концерт в одному з місцевих клубів. На розігріві грала група Родрігеса, головним хедлайнером був Брюс Вілліс і його група «The Accelerators». Окрім знімальної групи «Міста гріхів», на концерт також прийшли актори і знімальна група «Помутніння» (2006). Весь прибуток від концерту пішов на доброчинність.
- Родрігес, практично повністю копіюючи візуальний стиль автора коміксів у своїй стрічці, хотів, щоб ім'я Френка Міллера також значилося в титрах як спів-режисера. Але Американська Режисерська Гільдія не дозволила йому це здійснити. Після чого Роберт вийшов з її складу[4].

## Прокат
Прем'єра в США: 1 червня 2005
Прем'єра в Україні: 23 червня 2005 року
Дистриб'ютор в Україні: Сінергія
Збори в США — $74 103 820
Збори у світі — $74 103 820 + $84 630 000 = $158 733 820
Бюджет фільму в 40 мільйонів доларів вже через два місяці прокату окупився двічі.
Глядачі фільму «Місто гріхів».:
| Країна    | 2005 (млн осіб) |
| --------- | --------------- |
| США       | 11,6            |
| Франція   | 1,2             |
| Німеччина | 1,2             |

## Нагороди
Фільм номіновано на нагороду MTV Movie Awards (номінація — Найкращий фільм).

## Рецензії
|  | Родрігес нарешті зробив революційний фільм... і навіть недоліки «Міста гріхів» не перешкодять режисерові увійти до історії як великому реформаторові і генератору геніальних ідей. (Геннадій Устіян, inout.ru). |

|  | Це не кіно і не анімація, а щось середнє і проміжне, що безупинно перетікає з фото в графіку і назад. Кожен кадр хочеться зберегти й повісити над робочим столом, і нескінченний парад жорстокості не вантажить і не збуджує, але сприймається як невід'ємний елемент естетики цього вивихнутого чорно-білого світу, схожого на дивний сон. (Катерина Ваншенкіна, shop.bambook.com)... |

|  | Найадекватніше перенесення культури коміксів на кіноекран, ман'єристське, але при цьому сповна касове видовище. (Станіслав Ф. Ростоцький, vremya.ru). |

|  | Нарешті з'явився приклад ідеального кінокоміксу, що сконцентрував у собі найсильніші сторони двох видів мистецтва, з любов'ю і старанням спроектувавши графічну новелу на целулоїд кіноплівки. (Роман Корнєєв, kinokadr.ru)... |

|  | Шикарний нуаровий декамерон... Точно кажучи, «Місто гріхів» — не екранізація комікса Міллера, а власне комікс, що повністю поглинув ідею екранізації. (Іван Куликов, gazeta.ru). |

|  | Високохудожній комп'ютерний атракціон..., удостоєний у Каннах «технічного гран-прі» за «візуальний шейпінг», тобто за бездоганність картинки. (Лідія Маслова, kommersant.ru). |

|  | Чорно-білий світ, цілком знятий на зеленому екрані, порівнянний з гравюрами Доре до «Божественної комедії». У цьому Родрігесу суттєво допомогла, окрім коміксів Міллера, історія кіно. (К. Тарханова, film.ru). |